# North American Charging Standard

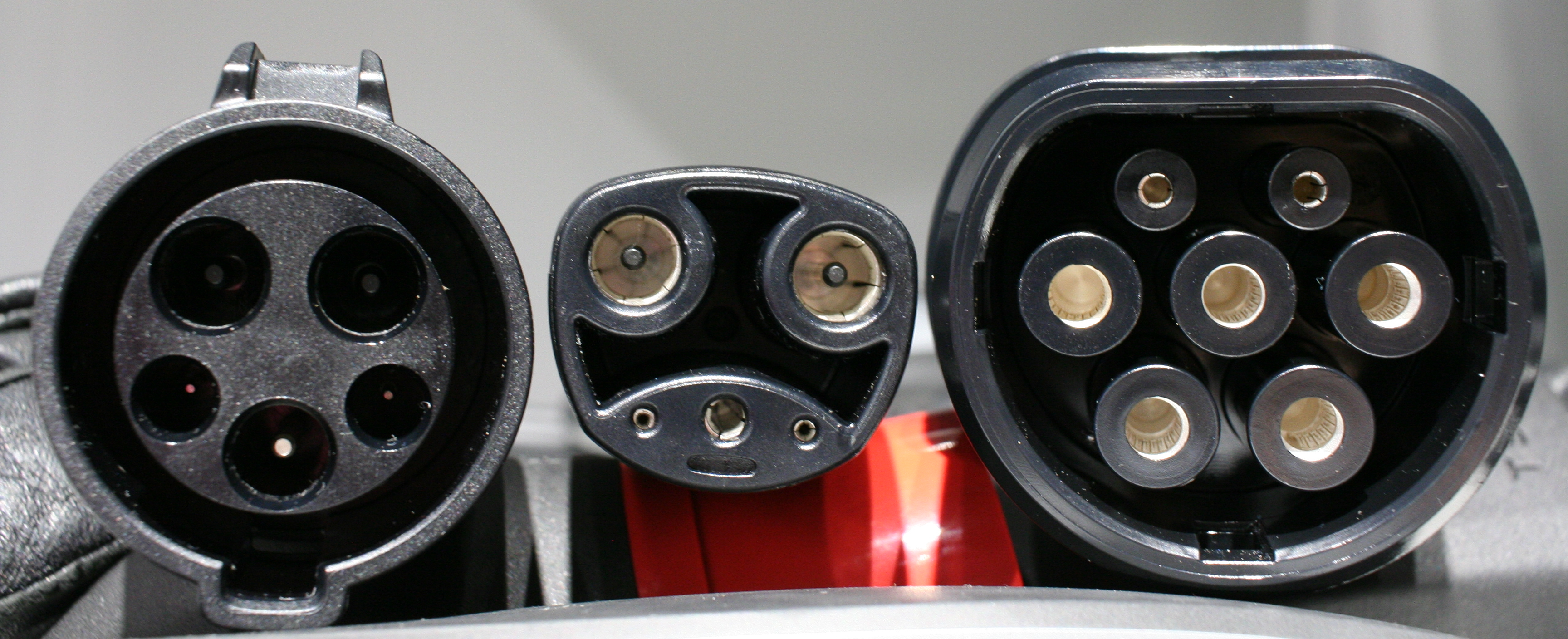
Al centro un connettore NACS AC/DC, tra il connettore SAE J1772 (a sinistra) e il Type 2 (a destra). I connettori Non-NACS DC sono più grandi.

Il North American Charging Standard (Standard per la ricarica elettrica nordamericano) in sigla NACS, attualmente standardizzato come SAE J3400 e conosciuto informalmente come Standard di ricarica Tesla, è un sistema per la ricarica elettrica di veicoli sviluppato da Tesla. È stato usato in tutto mercato nordamericano di Tesla dal 2012 ed è stato reso uno standard aperto per tutti i produttori da novembre 2022.
Tra maggio e ottobre 2023, quasi tutti i produttori hanno annunciato che lo adotteranno a partire dal 2025.